# Andrews (Indiana)
Pour les articles homonymes, voir Andrews.
Andrews est une municipalité américaine située dans le comté de Huntington en Indiana.
Lors du recensement de 2010, sa population est de 1 149 habitants. La municipalité s'étend alors sur une superficie de 0,65 mille carré (1,68 km2).
La localité est fondée en 1853 et porte à l'origine le nom d'Antioch. Elle est renommée dans les années 1880 en l'honneur d'un dirigeant du chemin de fer local.